# Mesuximide
La mesuximide è un farmaco antiepilettico di tipo succinimidico con proprietà simili a quelle della etosuccimide. Il farmaco possiede anche una certa efficacia nel controllo delle crisi parziali complesse. Si ritiene che l'attività anticonvulsivante della mesuximide sia dovuta al suo metabolita principale, la N-desmetilmesuximide.

## Farmacocinetica
Dopo somministrazione orale la mesuximide è ben assorbita dal tratto gastrointestinale. Il farmaco si distribuisce rapidamente nei tessuti ed organi e il picco delle concentrazioni plasmatiche è raggiunto in circa 3 ore dalla assunzione.
La emivita plasmatica della mesuximide è di poco inferiore alle 3 ore.
Nell'organismo il farmaco viene metabolizzato principalmente a 2-metil-2-fenilsuccinimide. Questo metabolita è attivo ed ha una emivita di 15 ore, pertanto decisamente più lunga rispetto alla mesuximide.
Il farmaco è metabolizzato estensivamente e solo una piccola percentuale (meno dell'1%) della dose somministrata è escreta come tale con le urine; i metaboliti urinari principali sono i 4-idrossifenil-derivati.

Nel corso di somministrazione cronica la mesuximide aumenta la propria velocità di metabolismo e la sua emivita può ridursi fino ad un quarto dei valori iniziali.

## Tossicità
Nel topo il valore della DL50 è di 1,55 g/kg per os. Nell'uomo la dose minima letale è di 5 grammi. Gli effetti tossici si registrano a partire da concentrazioni plasmatiche di N-desmetilmesuximide superiori a 40 µg/ml.

## Usi clinici
La mesuximide è indicata nei soggetti epilettici ed in particolare per il trattamento del piccolo male. Il farmaco è generalmente considerato un antiepilettico di seconda scelta. La sua somministrazione è quindi riservata, di norma, ai soggetti che non hanno risposto a terapie con altri antiepilettici.

## Dosi terapeutiche
La dose iniziale usuale di mesuximide è di 300 mg/die per via orale (dose singola). Questa può essere aumentata di 300 mg ad intervalli di 7 o 14 giorni, secondo la risposta del paziente, sino al raggiungimento di una dose ottimale. La dose massima giornaliera suggerita è di 1,2 g in somministrazioni refratte.

## Effetti collaterali ed indesiderati
Gli effetti collaterali più comunemente associati alla mesuximide sono: nausea, vomito, perdita di peso e anoressia, singhiozzo, dolore epigastrico o addominale, diarrea, stipsi.
A livello del sistema nervoso gli effetti che si registrano con maggiore frequenza comprendono atassia, vertigini e sedazione che nei casi di grave intossicazione può giungere fino al coma. Con frequenza inferiore sono segnalati irritabilità e nervosismo, cefalea, fotofobia, visione offuscata, singhiozzo, insonnia.
Con minore frequenza si possono manifestare anche altri effetti indesiderati quali instabilità, comportamento ipocondriaco, aggressività, confusione mentale, depressione.
In letteratura sono segnalate anche modificazioni del quadro ematologico, ed in particolare eosinofilia, leucopenia, pancitopenia, monocitosi. In alcuni pazienti si sono registrate affezioni cutanee, tra cui orticaria, rash pruriginosi, lupus eritematoso, sindrome di Stevens-Johnson nonché alterazioni genito-urinari (proteinuria, ematuria microscopica) ed epatotossicità, nefrotossicità.

## Interazioni
La mesuximide somministrata in concomitanza con il fenobarbital ne comporta un aumento delle concentrazioni plasmatiche nell'ordine del 40%. Allo stesso modo la co-somministrazione con fenitoina determina un aumento delle concentrazioni plasmatiche nell'ordine dell'80%. Le concentrazioni di acido valproico vengono invece ridotte.